# Космомавпи
«Космомавпи», або «Мавпи в космосі» (англ. Space Chimps, дос. «Космічні шимпанзе») — мультфільм 2008 року.

## Сюжет
Людство стоїть на порозі великої події! Унікальна команда з трьох мавпочок-астронавтів повинна вирушити в подорож галактикою. Люсі — типова відмінниця, раціональна і така, що завжди знає відповіді на всі питання, Титан — типовий «супергерой», і Хем — внук першої мавпи-астронавта, що мріє працювати в цирку.

## Акторський склад
| Основні актори   | Основні актори    | Персонажі                         | Персонажі                           |
| ---------------- | ----------------- | --------------------------------- | ----------------------------------- |
| Енді Семберг     | Andy Samberg      | Хем (Гем)                         | Ham                                 |
| Шеріл Гайнс      | Cheryl Hines      | Лейтенант Луна                    | Luna                                |
| Джефф Деніелс    | Jeff Daniels      | Лорд Зартоґ                       | Zartog                              |
| Патрік Ворбертон | Patrick Warburton | Титан                             | Titan                               |
| Крістін Ченовет  | Kristin Chenoweth | Кіловат / Кілла Валле Віза Зейхоа | Kilowatt / Hille Walle Wisa Seihua  |
| Кенан Томпсон    | Kenan Thompson    | шпрехшталмейстер Г'юґо            | Ringmaster Hugo                     |
| Зак Шеда         | Zack Shada        | Комет                             | Comet / Nava Boy                    |
| Карлос Алазракі  | Carlos Alazraqui  | Г’юстон                           | Houston                             |
| Омід Абтахі      | Omid Abtahi       | Доктор Джагу                      | Dr. Jagu                            |
| Патрік Брін      | Patrick Breen     | Доктор Боб                        | Dr. Bob                             |
| Джейн Лінч       | Jane Lynch        | Доктор Пул                        | Dr. Poole                           |
| Кет Сусі         | Kath Soucie       | Доктор Смотерс                    | Dr. Smothers                        |
| Стенлі Туччі     | Stanley Tucci     | сенатор                           | Senator                             |
| Воллі Вінґерт    | Wally Wingert     | Сплок                             | Splork / Infinity Probe / Pappy Ham |